# Pérols
Pérols är en kommun i departementet Hérault i regionen Occitanien i södra Frankrike. Kommunen ligger i kantonen Lattes som tillhör arrondissementet Montpellier. År 2022 hade Pérols 9 541 invånare.

## Befolkningsutveckling
Antalet invånare i kommunen Pérols
Referens:INSEE